# Atherigona alaotrana
Atherigona alaotrana är en tvåvingeart som beskrevs av Dike 1987. Atherigona alaotrana ingår i släktet Atherigona och familjen husflugor.
Artens utbredningsområde är Madagaskar. Inga underarter finns listade i Catalogue of Life.